# Eidetik
Eidetik är studiet av eidetiska fenomen, det vill säga att vissa personer (vanligen barn mellan 6 och 12 år) vid vissa tillfällen kan lagra synintryck i minnet på ett sådant sätt att minnesbilden blir så intensiv att den ger en upplevelse som i hög grad liknar direkt betraktande. Minnet av den kvarvarande bilden varar endast i någon till några minuter och därefter är minnesbilden lika vag eller tydlig som hos vem som helst. Individer som innehar denna förmåga är eidetiker och kan oftast även läsa längre stycken text eller sifferkombinationer och vid ett senare tillfälle komma ihåg dem perfekt eller nästintill perfekt.
Eidetiskt minne likställs ofta med fotografiskt minne, men det finns ingen tydlig definition på likheten eller skillnaden mellan dessa. Vissa forskare anser att det aldrig har bevisats att fotografiskt minne faktiskt existerar. Samtidigt ses just fotografiskt minne som ett starkt begränsande beteende för personer med Aspergers syndrom.
Motsatsen till eidetiskt minne kan ses som afantasi.

## Etymologi
Ordet eidetik stammar från det grekiska ordet εἶδος (eidos "form, gestalt").